# Academia de Oficiales de la Guardia Civil
La Academia de Oficiales de la Guardia Civil (AOGC), es el centro docente de formación de la Guardia Civil para el acceso a la escala de oficiales. Está situada en Aranjuez (Madrid). Se encarga de la preparación de los futuros oficiales de la Guardia Civil, que acceden a esa escala por las modalidades de ingreso directo y de promoción profesional del personal ya perteneciente al cuerpo. En ella también se imparte la enseñanza de perfeccionamiento requerida para lograr los ascensos a determinados empleos de la escala de oficiales.

## Historia
Sus orígenes se remontan a 1894, durante la regencia de reina María Cristina, año en el que fue creado el Colegio de Oficiales de Getafe, localidad situada en la provincia de Madrid. Esta academia, y las que se sucedieron en diferentes puntos de España con otros nombres, se dedicaron a la promoción interna de suboficiales. El último de los centros de este tipo ha sido la Academia de Promoción de la Guardia Civil, localizada en San Lorenzo de El Escorial, que abrió sus puertas en el año 1989 y estuvo en funcionamiento hasta 1999, año en que se convirtió en una de las dos secciones con las que contó la Academia de Oficiales hasta el año 2017.
Junto a la promoción interna, también era posible acceder al empleo de oficial de la Guarda Civil por acceso libre o directo. En el año 1951 se estableció la Academia Especial de Madrid, destinada a la formación de los oficiales que ingresaban bajo esta modalidad después de realizar los cursos iniciales en la Academia General Militar. Hasta aquel año, el acceso directo requirió formarse como oficiales del Ejército. En 1981 se inaugura la sede de Aranjuez, destinada a esta modalidad, y que en 1999 se convirtió en Academia de Oficiales. Aunque las dos modalidades se integraron en una única institución, se mantuvo la sede de El Escorial hasta el año 2017. Desde entonces la única sede de la Academia de Oficiales es la de Aranjuez.

## Estructura
La Estructura de la Academia de Oficiales de la Guardia Civil es la siguiente:
- Una Jefatura de Estudios en cada una de las dos secciones de la Academia (la de Aranjuez a cargo de los a los alumnos de acceso directo y la de El Escorial de los de promoción interna).
- Una Jefatura de Personal y Apoyo, a cargo de los servicios y las relaciones internacionales

Respecto a la cooperación internacional, la Academia de Oficiales de la Guardia Civil recibe a alumnos de numerosos países de Europa, África y el continente americano. Colabora con academias policiales de otros países, la Escuela Europea de Policía (CEPOL) y la Agencia Europea de Fronteras Exteriores de la Unión (FRONTEX).

## Plan de estudios
- Enseñanza de Formación:
  - Acceso a la Escala de Oficiales por la modalidad de ingreso directo: Comprende los tres últimos cursos de un total de cinco, requiriéndose después de haber cursado los dos primeros años en la Academia General Militar de Zaragoza. Para poder ser admitido por ingreso directo hay que contar con el título de Bachillerato, haber superado las Pruebas de Acceso a la Universidad, tener la nacionalidad española y ser menor de 20 años, entre otros requisitos, para poder ser seleccionado mediante un concurso-oposición.
  - Acceso a la Escala de Oficiales por la modalidad de promoción profesional: Destinada a los miembros de la Escala de Suboficiales con un mínimo de dos años de antigüedad. Consiste en dos cursos escolares con un número limitado de plazas al que se accede mediante un concurso-oposición.
  - Cursos de CEPOL, Senior Police Officers de la Unión Europea.
  - Otros cursos y seminarios nacionales e internacionales.

La Academia de Oficiales de la Guardia Civil cuenta con el Centro Universitario de la Guardia Civil, creado mediante el Real Decreto 1959/2009, de 18 de diciembre y adscrito a la Universidad Carlos III. En este centro se cursa el Grado en Ingeniería de la Seguridad y el Grado en Gestión de Seguridad Pública. Además los alumnos de la academia que lo superen obtendrán, junto a su despacho de oficial, el título del graduado universitario de Ingeniería de la Seguridad o de Gestión de Seguridad Pública según su modalidad de acceso sea ingreso directo o promoción profesional respectivamente.

## Galones y Divisas
Al ser nombrados alumnos de la Academia de Oficiales de Guardia Civil se les concederá, con carácter eventual, y a los únicos efectos académicos, de prácticas y retributivos, el empleo de alférez.
| Código OTAN | Oficiales alumnos            | Oficiales alumnos | Oficiales alumnos | Oficiales alumnos |
| ----------- | ---------------------------- | ----------------- | ----------------- | ----------------- |
| España      | Alférez alumno               | Alumno de 2º      | Alumno de 1º      |                   |
| España      | Alférez alumno (3º, 4º y 5º) | Alumno de 2º      | Alumno de 1º      |                   |